# Katedrála svatého Martina a Mikuláše (Bydhošť)
Katedrála svatého Martina a Mikuláše v Bydhošti (Kujavsko-pomořského vojvodství) je katolický kostel z 15. století, postavený v gotickém slohu. Je to farní kostel, katedrála bydhošťské diecéze a svatyně Panny Marie Krásné lásky. Z období před dělením Polska se jedná o nejcennější architektonickou památku v Bydhošti, která dokonale zapadá do nábřežní atmosféry města. Obsahuje dva uctívané a korunované mariánské obrazy: obraz Panny Marie Krásné lásky (1467) na hlavním oltáři a obraz Panny Marie Škapulířové (1700) na oltáři v severní boční lodi.

## Historie

### Stavba prvního chrámu
Po udělení městských práv Bydhošti v roce 1346 byl z iniciativy bydhošťských starostů založen kostel a byla zřízena farnost. Pro vybudování kostela a pro přilehlý hřbitov (otevřený do roku 1809) byl určen pozemek v severozápadním cípu města, sahající k břehům řeky Brdy a jejího ramene s názvem Mlýnovka.
Záznamy obsažené v kronice Bydhoště od Vojtěcha Łochowského ze 17. století i historické předpoklady naznačují, že před stavbou farního kostela zde stála starší kaple zasvěcená svatému Jiljí, která od 13. století sloužila jako filiální svatyně, udržovaná kastelánem a určená pro místní úředníky a rytíře bydhošťské tvrze. Po výstavbě bydhošťského zámku v polovině 14. století ji nahradila hradní kaple s kaplanem, který zde pobýval trvale.
Předpokládá se, že farní kostel v Bydhošti byl postaven dřevěný. Existoval pravděpodobně již v roce 1364, před postavením prvního karmelitánského klášterního konventu v Bydhošti (1398). První zmínka o knězi (rektoru kostela) pochází z 22. července 1402, další zmínka o kostele je z roku 1408 a titul farního kostela je uveden v listině z roku 1417. Spolu s kostelem byla zřízena farní škola.
Ještě před požárem, který stavbu pohltil v roce 1425, byl již kostel zděný - v severní stěně lodi současného kostela jsou patrné stopy oken a portálu původního chrámu. V lednu toho roku se tam navíc konala synoda duchovních wloclawecké diecéze. Synody se výlučně konaly pouze v reprezentativních, zděných kostelech. Výška původní stavby dosahovala vlysu na dnešních zdech kostela, což je vidět na dochované severní zdi. Měla pravděpodobně dřevěný krov, který byl požárem zničen. Městské písemnosti tam uložené podlehly zkáze. Dle záznamů v kronice Vojtěcha Łochowského byl původcem požáru měšťan Witakowski.

### Stavba gotického chrámu (1425–1466)
Přestavba kostela, zahájená v roce 1425, byla spojena s rozšířením jeho plochy a výstavbou dvou bočních lodí. Stavitelé zohlednili zachování severní cihlové zdi, zděděné po předchozím chrámu. Zvláštností kostela proto je, že kněžiště je širší než loď téměř o 2 m a je zde i odchylka jeho osy vůči ose lodi. To bylo vynuceno přáním zachovat stejnou šířku obou bočních lodí (cca 6 m).
Demolice vyhořelého, byť provizorně zajištěného kostela byla obdobně, jako u jiných středověkých staveb, prováděna po etapách. První dokončenou částí chrámu bylo kněžiště, poměrně velké a široké (vnitřní rozměry: cca 17×9 m), které umožňovalo kontinuitu konání liturgických obřadů. Do doby, než byly dokončeny práce na stavbě nové lodi, fungovalo jako celý kostel, sloužilo nejen jako oltářní místo, ale také jako prostor pro věřící. Ze zakládací listiny špitálu Svatého Ducha na Gdaňském předměstí je známo, že již v roce 1449 se ve farním kostele konaly bohoslužby a sváteční procesí.
Postup prací na stavbě chrámu závisel na přísunu finančních prostředků, které ale nemohli plně zajistit měšťané a místní šlechta. Vypuknutí třináctileté války s Řádem německých rytířů poskytlo v roce 1454 příznivé podmínky pro získání prostředků na stavbu. Během tohoto období Bydhošť opakovaně hostila krále Kazimíra IV., jeho dvořany, vysoce postavené duchovní, zástupy hodnostářů a rytířů, jakož i braniborského markraběte Fridricha II. a slupského knížete Erica. V letech 1457–1475 navíc úřad starosty zastával Jan Kościelecki, jeden z největších finančních magnátů tehdejšího Polska.
V roce 1466 byl již chrám hotový, což dokládá jeho popis, který provedl biskup u příležitosti při faře založeného Bratrstva Božího Těla. Zde je již zmíněna existence presbytáře a hlavní lodě, ve které při liturgii stojí věřící. Od tohoto roku se začalo s výzdobou interiéru, zejména oltářů. V severní lodi to byly obrazy na oltáři Nejsvětější Panny Marie (1466) a svatého Stanislava (1488). Na hlavním oltáři byl na objednávku bydhošťského vikáře Mikuláše (1460) pořízen obraz od malíře Vavřince Stulera z Poznaně. V roce 1497 svolal wloclawecký biskup Krzesław z Kurozwęki částečnou synodu pro kujavské duchovenstvo. Muselo se to odehrát v již konsekrovaném chrámu, který byl již od 14. století zasvěcen kromě svatého biskupa Mikuláše také dalším svatým biskupům: Martinovi, Vojtěchovi a Stanislavovi. Svátek zasvěcení kostela se slavil každý rok první neděli po svátku svatého apoštola Bartoloměje (24. srpna).
Vnitřní plocha lodí a kněžiště, dosahující přibližně 604 m², zařadila tento farní kostel, postavený před rokem 1466, na deváté místo v hierarchii největších farních kostelů wloclawecké diecéze. V Pomořansku bylo jen 5 větších kostelů v Gdaňsku (svaté Marie, svaté Kateřiny, svatého Jana, svatých Petra a Pavla a svaté Barbory) a chrámy v Pucku a Tczewu. Na území Kujavska byl však větší než on pouze kostel svatého Mikuláše v Inowroclawi.

### Úpravy a rozšíření v 16.–18. století
V letech 1466–1502 proběhly další stavební úpravy, spočívající v dostavbě interiéru a výzdobě kostela. Na přelomu 15. a 16. století byla zvýšena střecha kostela. Současný krov pochází částečně z 15.–16. století, nese označení řemeslnických cechů a je vyroben z borového dřeva, dopravovaného po Brdě a na místě opracovaném sekerami a škrabadly. Byly přestavěny štíty, kněžiště bylo zakryto hvězdicovými síťovými klenbami. Současně se na jižní straně kostela objevila věž, viditelně druhotně připojená k lodi.
V letech 1466–1617 byly k tělesu kostela přistavěny tři čtyřboké boční kaple a čtvrtá byla uspořádána v bývalé vstupní kruchtě u kněžiště. V roce 1559 byla na hřeben střechy hlavní lodi instalována věžička pro malý zvon, ulitý zvonařem mistrem Andrzejem. Další zvon tam byl zavěšen v roce 1668. V roce 1702 byl na místo původní věžičky instalována nová, barokní, pokrytá měděným plechem. Ta existuje dodnes. Je osmihranná a má lucernu s baňatým vrcholem. Nový zvon pro ni vyrobil gdaňský zvonař Absalom Wittwerk.
V roce 1585 byla rozšířena gotická, obdélná sakristie, přiléhající k severní stěně kněžiště. Lze předpokládat, že byla poté rozšířena o další, druhé patro v podobě podkroví. V letech 1712–1745 byl dřevěný strop mezi oběma podlažími nahrazen valenou klenbou s lunetami.
V roce 1650 začaly velké stavební a renovační práce. Vzniklo třetí patro věže, čímž věž dosáhla dnešní výšky. K západnímu průčelí byla přistavěna dvoupatrová kruchta, v manýristickém stylu, s otevřeným zádveřím v přízemí. Jak dokládají výsledky dendrochronologického průzkumu, krátce po roce 1651 byla provedena úprava západní části krovu nad lodí. Při této příležitosti byl pravděpodobně přistavěn západní, stupňovitý štít.
Větší opravy krovu a střechy proběhly také koncem 17. století, což by mělo souviset s požárem v roce 1684 nedalekého mlýna u farního jezu. Vítr při požáru nasměroval oheň na severní průčelí kostela, které bylo značně poškozeno a škody tehdy napáchané se nepodařilo zcela odstranit ani po patnácti letech. Požár mlýna se prolínal s úpadkem městského hospodářství a financí, který postupoval od 2. poloviny 17. století, což výrazně omezovalo individuální obětavost měšťanů i investiční možnosti městské rady. V letech 1712–1763 psali následní diecézní vizitátoři bydhošťské farnosti o zřícenině chrámu a doprovodných církevních budov. Devastace objektu pokračovalo až do Dělení Polska, i když se při havarijních rekonstrukcích neupustilo od drobných investic.

### Období pruské nadvlády (1772–1920)
Když byla Bydhošť, v důsledku prvního dělení Polska, začleněna do Pruského království, byl farní kostel ve špatném technickém stavu. V roce 1794 bylo jeho vybavení značně sníženo darováním velkého množství stříbrných předmětů ve prospěch Kościuszkova povstání (celkem 256 hřiven). Velké dary věnovaly také kláštery Řádu jezuitů a Provincie bernardýnů.
Počátkem 19. století byl kostel zpustošen. V období Varšavského království (1807–1815) jej Francouzi a Rusové používali pro vojenské účely. Tehdy byla zničena většina bočních oltářů a ztraceny movité předměty.
V letech 1819–1829 prošel kostel důkladnou obnovou, kterou financovalo Pruské království. Při renovačních pracích byla odstraněna část zařízení a zbořeny tři zničené boční kaple. Čtvrtá, na severní straně (svatého Fabiána a Šebestiána), byla zachráněna a dostala nové označení - kaple Svatého Kříže. Ze starých oltářů se zachovaly pouze tři (Panny Marie, svaté Barbory, svatého Fabiána a svatého Šebestiána). Místa po zničených oltářích byla doplněna o oltáře ze zrušených bydhošťských klášterů a kostelů. Dva boční oltáře, svatého Rocha a svatého Antonína Paduánského, byly přeneseny z kostela bernardýnů, další dva (Panny Marie Škapulířové a svatého Josefa) z karmelitánského kostela (vše původem ze 17. až 18. století). Ve svatostánku oltáře svatého Antonína byly zděděny relikvie v podobě sedmnácti kostí Jedenácti tisíc panen a společnic svaté Voršily. Rokoková kazatelna s podobiznou blahoslaveného Stanislava z Bydhoště a čtyři chrámové lavice s 18 místy k sezení byly také převzaty z karmelitánského kostela Panny Marie. Renovovaný chrám byl dán zpět do užívání v roce 1831 a znovu vysvěcen. Navíc, před rokem 1875, byl na místě bývalé kaple svatého Štěpána postaven novogotický přístavek.
V 19. století byla v důsledku zrušení klášterů Řádu karmelitánů (1816) a Provincie Bernardýnů (1829) převedena do farnosti již dlouho existující Bratrstva Panny Marie Škapulířové a svaté Anny. Spolu s těmito společenstvími existovalo až do 20. století farní Bratrstvo svaté Barbory, které pokračovalo v činnosti původního bratrstva obchodníků s obilím a námořníků a také několik původních bydhošťských cechovních bratrstev.
V období rozdělení Polska byl chrám jediným farním kostelem ve městě. V té době soustřeďoval náboženský a národní život Poláků v Bydhošti a okolí. Sousední jezuitský kostel využívali katolíci německé národnosti a zbývající bydhošťské filiální a církevní kostely byly zbořeny. Pro jiné účely zůstaly pouze dva: kostel Provincie bernardýnů (Panny Marie Královny míru) a kostel Řádu klarisek (Nanebevzetí Panny Marie).
Situace bydhošťské farnosti v období Kulturkampfu byla obzvláště obtížná, neboť specifikem tohoto období bylo spojení boje proti katolické církvi s germanizační kampaní. Německé úřady zakázaly mladým lidem ze středních škol v Bydhošti chodit do farního kostela, protože v kostele kázali v polštině.

### Meziválečné období
Po začlenění Bydhoště do znovuzrozeného polského státu bylo od farnosti vyčleněno pět menších farností, což ulevilo kostelu od nadměrného počtu věřících (v roce 1924 farnost zajišťovala pastorační péči pro 100 000 osob). V letech 1922–1926 byl interiér kostela zásadně zrestaurován z iniciativy tehdejšího faráře Tadeusze Skarbek-Malczewského. Rozsah prováděných prací byl velmi široký. Stěny a klenby byly pokryty modernistickou polychromií (návrh: Stefan Cybichowski, provedení: Henryk Jackowski-Nostitz), okna byla osazena vitrážemi (Henryk Jackowski-Nostitz). Výtečně zrestaurován byl slavný obraz Panny Marie s růží na hlavním oltáři.

### Druhá světová válka
Dne 9. ledna 1940 předaly okupační úřady farní kostel Němcům a Polákům do něj formálně zakázaly vstup. Farářem se stal kněz Alojz Kaluschke, bývalý prebendář jezuitské církve. Na příkaz německých úřadů měly být cennější muzejní a církevní sbírky vyvezeny do Německé říše. Za této situace se polským církevním zaměstnancům podařilo umístit cenné církevní vybavení do venkovských sídel poblíž Bydhoště. Obraz Matky Boží s růží byl 23. července 1943 odvezen do kostela v Mąkowarsku, v okrese Bydhošť. Byl umístěn do oltáře boční kaple, kde zůstal až do 26. září 1945.
V lednu 1945, během bojů za osvobození Bydhoště, utrpěl kostel vážné škody. Dělostřelecká palba poškodila střechu a poničila okna a vitráže v kostele, v důsledku čehož pronikající déšť dokonal zkázu.

### Poválečné období
Po skončení Druhé světové války začal nový farář František Hanelt organizovat odstraňování válečných škod a opravovat chrám. V roce 1950 byl obraz Madony s růží konzervován na Univerzitě Mikuláše Koperníka v Toruni. Práce na poškozených vitrážích se ujal Edward Kwiatkowski, přednášející na Fakultě historie a umění Univerzity Mikuláše Koperníka, student Henryka Jackowského, který před válkou vedl ateliér malby a vitráže „Polychromie“ v Poznani. Renovační práce na kostele probíhaly v letech 1952–1954.
V následujících desetiletích význam kostela rostl. V roce 1966 korunoval primas polský Stefan Wyszyński obraz Madony s růží a dal jí titul Panny Marie Krásné Lásky. V letech 1982–1996 v kostele sídlil biskupský vikář pro město Bydhošť Jan Nowak, pozdější biskup ze Siedlce. 5. září 1993 arcibiskup z Hnězdna Henryk Muszyński povýšil farní kostel do hodnosti kolegiátního kostela a založil bydhošťskou kapitulu Panny Marie Krásné Lásky.
7. června 1999, při mši konané v Bydhošti, za účasti 600 tisíc věřících, udělil papež Jan Pavel II. kostelu titul konkatedrála hnězdenské arcidiecéze. V roce 2001 arcibiskup Henryk Muszyński, u příležitosti 750. výročí založení Bratrstva Svatého škapulíře slavnostně znovu korunoval druhý mariánský obraz uctívaný v kostele - obraz Panny Marie Škapulířové. V roce 2002 bylo slavnostně oslaveno 500. výročí farního kostela. Při této příležitosti zaslal Jan Pavel II. zvláštní dopis obyvatelům Bydhoště. O rok později byly vysvěceny Jubilejní dveře, vedoucí na zvonici. V roce 1997 začala kompletní rekonstrukce vnitřních i vnějších zdí. V důsledku těchto prací byla v roce 2002 v kapli Svatého kříže zrestaurována polychromie ve stylu art deco a kaple určena pro celodenní svatou zpověď. Byla rovněž navrácena socha svatého Jana, tvořící prvek bývalého oltáře v jeho již neexistující kapli.
Dne 25. března 2004 se farní kostel, na základě dekretu Jana Pavla II., stal katedrálou nově vytvořené bydhošťské diecéze. Patronkou diecéze byla ustanovena Matka Boží Krásné Lásky, jejíž obraz je na hlavním oltáři.
V roce 2013 byla provedena výměna střešní krytiny nad kněžištěm, sakristií a kostelní věží. Hladká taška (bobrovka) byla nahrazena taškou prejzovou. Současně probíhaly práce na krovu nad kněžištěm. Jeho v provincii ojedinělá konstrukce z borového dřeva ze 16. století byla ve špatném stavu a vyžadovala okamžitý zásah.
V roce 2015 následovala výměna střešní krytiny nad loděmi a zesílena dřevěná konstrukce nad hlavní lodí.
V roce 2017 byla mezi severní a střední lodí pod podlahou katedrály objevena krypta. Při dalším archeologickém výzkumu byl dne 2. ledna 2018, jeden a půl metru od jižní stěny kněžiště, v úrovni dveří sakristie, nalezen pod povrchem ukrytý poklad, skládající se z 200 předmětů ze 17. století (prsteny, snubní prsteny, přívěsky, ozdobné nášivky, růžence a zbožné předměty, včetně mnoha zlatých a osazených drahokamy a dále 486 zlatých mincí z let 1570–1652). Předpokládá se, že poklad pochází z let švédské invaze do Polska. Následně, začátkem března 2018, byly nalezeny stříbrné mince ze 17. století a také základy starého oltáře. Zároveň bylo zjištěno, že hlavní oltář není dostatečně ukotven k podlaze a může se kdykoliv převrátit. Byl neprodleně dočasně zajištěn a následně pokračovaly záchranné práce pro zajištění jeho stability.
V kněžišti byl vytvořen prosklený průhled do krypty, kde byl v 18. století pohřben jeden z farářů.

## Exteriér

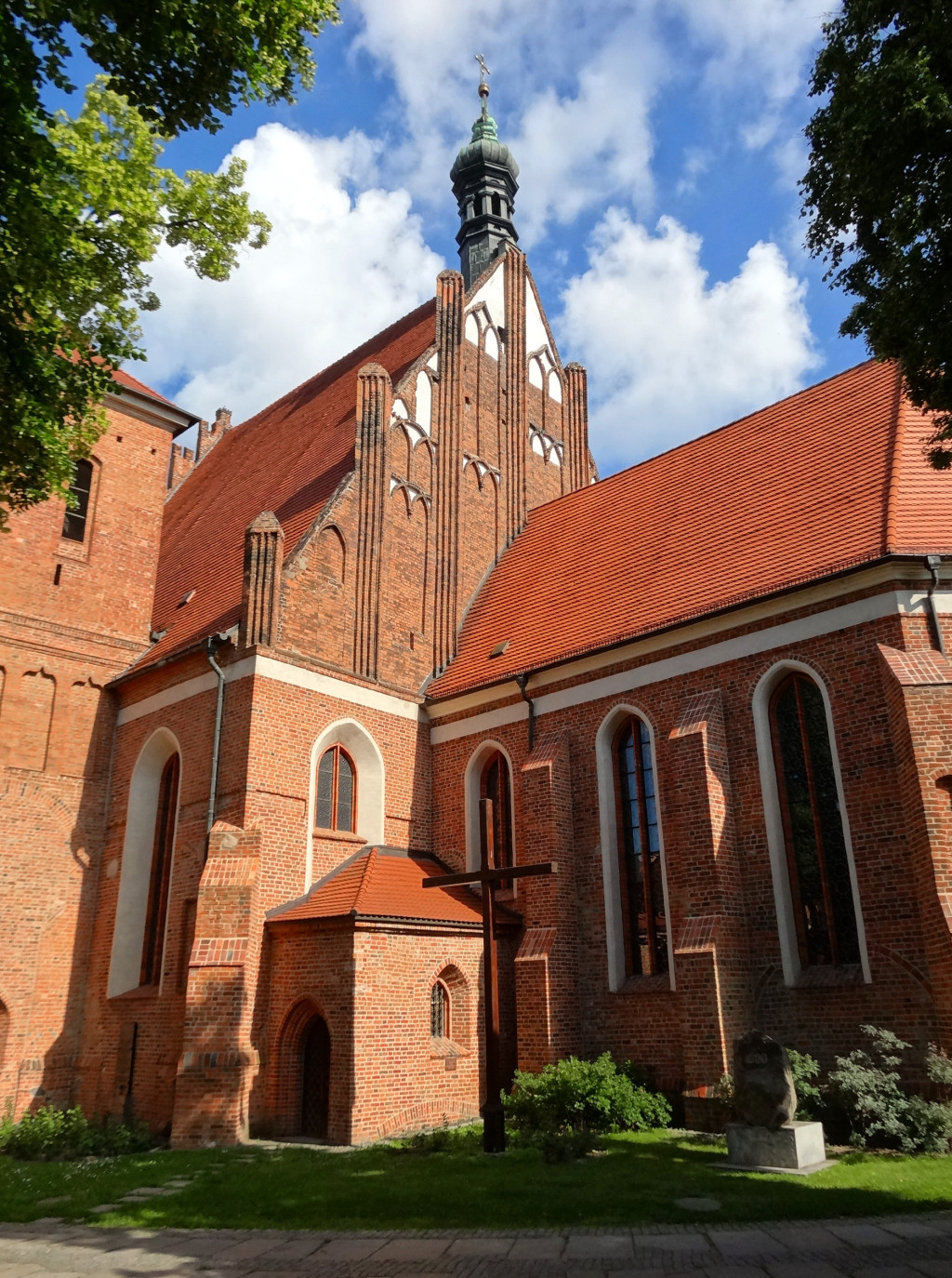
Pohled od ulice Farna

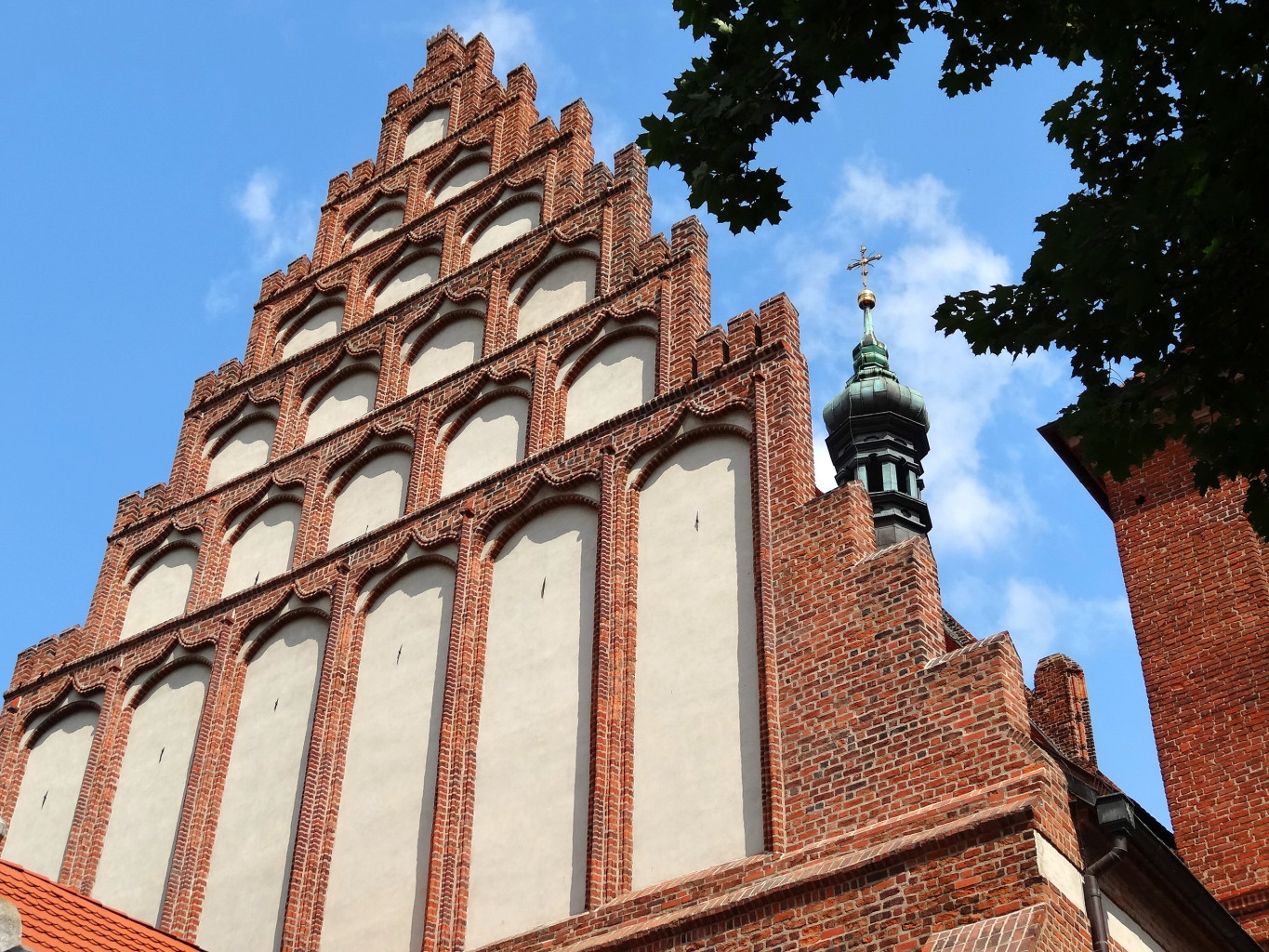
Západní štít

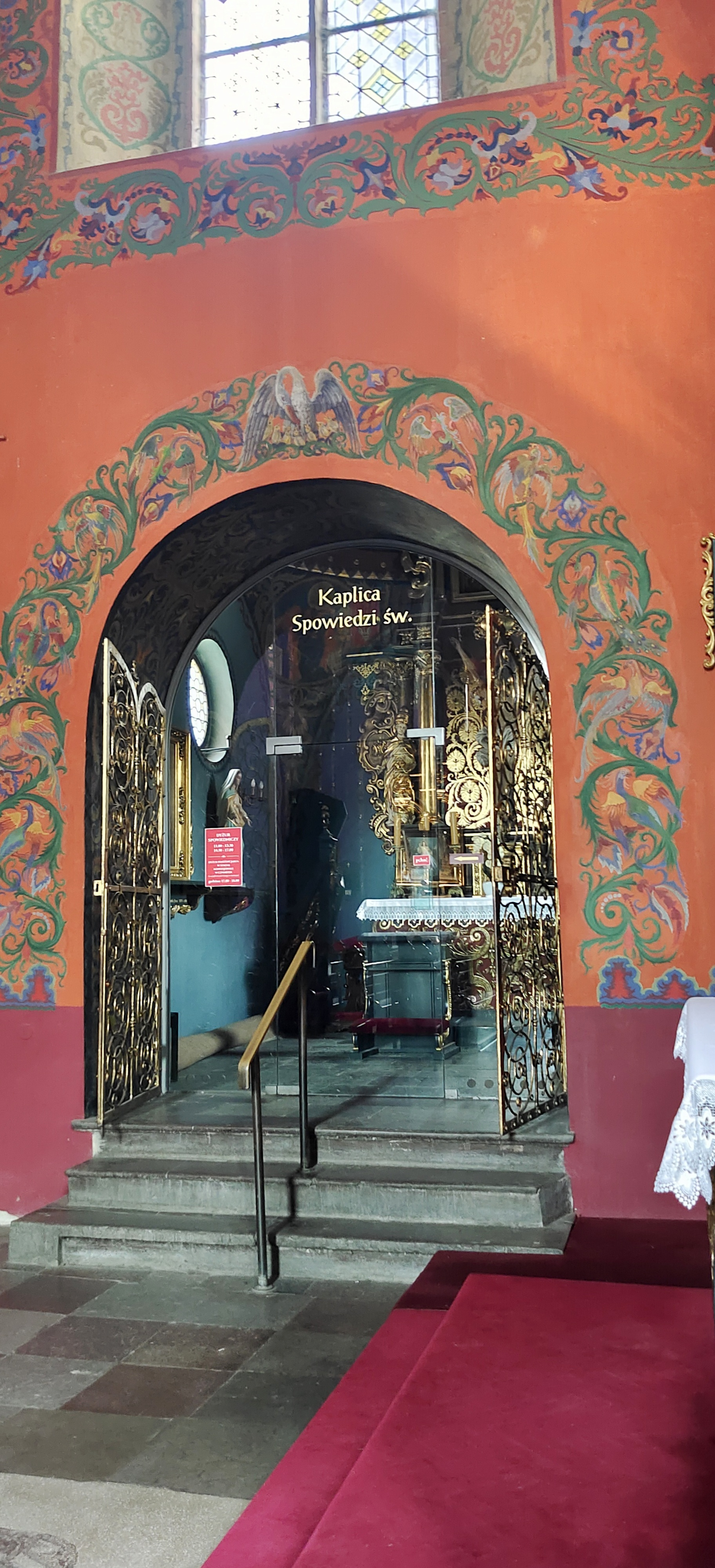
Vchod do kaple Svatého Kříže

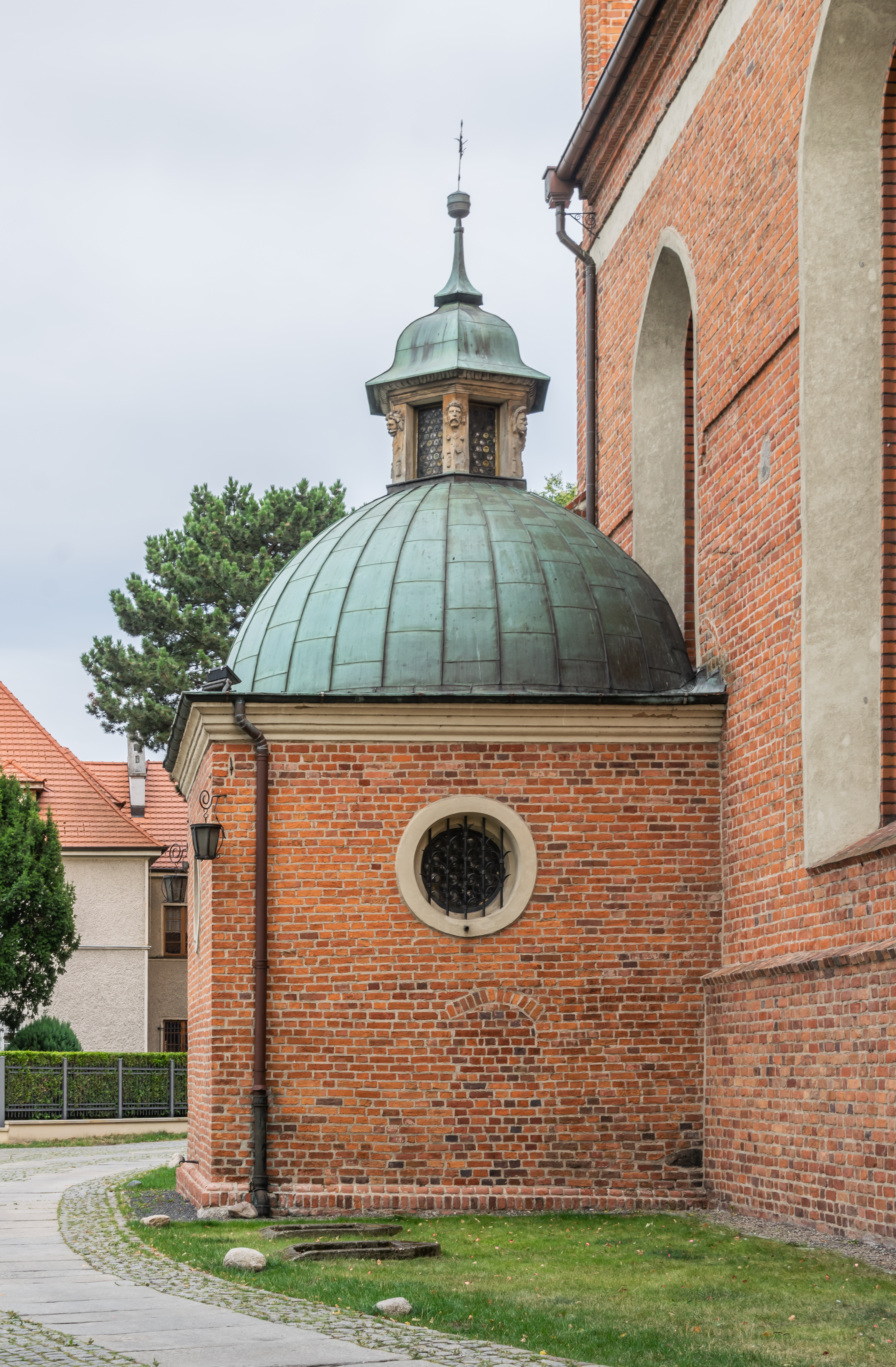
Kaple Svatého kříže

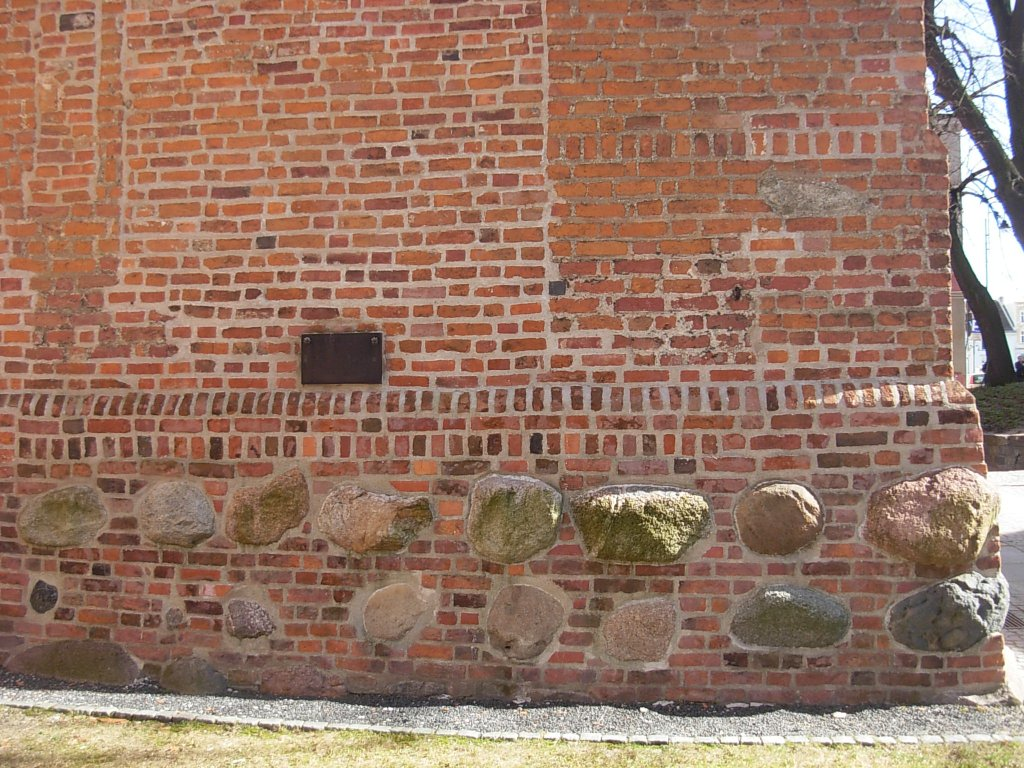
„Chlebové kameny“

### Chrám
Chrám má gotickou podobu. Je orientovaný (oltář na východní straně), zděný, trojlodní, s kněžištěm uzavřeným ze tří stran a věží (na půdorysu čtverce) se zvony na jihu. Na západ přiléhá dvoupatrová kruchta s chrámovou předsíní v podloubí. Do ní ústí hlavní vchod do kostela renesančními dubovými dveřmi (17. století), zdobenými erby a iniciálami cechů a bydhošťských měšťanů (z roku 1925).
Stavba čtvercového tvaru o rozměrech 24×24 m je poměrně vysoká. Korpus chrámu zdobí bohatě členité štíty se slepými okny. Stupňovitý západní štít je vyplněn šesti prolisy a je korunován kovaným křížem s větrnou korouhvičkou ve tvaru troubícího anděla a letopočtem 1848. Trojúhelníkový východní štít je členěn šesti polygonálními pilastrovými pásy, mezi nimi jsou nepravidelně uspořádána slepá okna. Na střeše kostela u východního štítu je osmiboká barokní věžička (z roku 1660) pokrytá plechem, jejímž donátorem byl Vojtěch Łochowski.
V kněžišti je síťová klenba, v lodích hvězdicová, v sakristii valená klenba s lunetami (17.–18. století), v západní předsíni křížová klenba (16.–17. století) a na kruchtě pod věží je klenutá novogotická žebrová klenba (19.–20. století). Síťové ornamenty, podobně jako zvýrazněné lomené oblouky („oslí hřbety“), přítomné ve výzdobě obou štítů chrámu, patří do slohových prostředků pozdně gotické architektury.
Okenní otvory v kněžišti a bočních lodích jsou uzavřeny lomeným obloukem. Osmiboké mezilodní pilíře, osazené na podstavcích a zakončené římsou, podepírají lomené arkády. Stěny kněžiště jsou zakončeny gotickým pásovým vlysem a profilovanou barokní vrchní římsou.

### Kaple Svatého kříže
Nachází se při severní boční lodi, je z roku 1617, s okuly a profilovanou římsou. Je to jediná kaple, která přečkala období po Dělení Polska. Původně byla zasvěcena svatému Fabiánovi a svatému Šebastiánovi. Donátory její výstavby a vybavení byly měšťané, manželé Sebastian a Regina Ossowští. Při renovacích kostela, provedených v období let 1819–1829, byla zrestaurována a přejmenována na kapli Svatého Kříže. Má renesanční kupoli, s lucernou na kamenných sloupech s maskarony, zakončenou zvoncovou bání a křížem. Kopule je zvenčí pokryta mosazným plechem a zevnitř art decovou polychromií. Pod mramorovou podlahou je pohřební krypta. Vchod do kaple, dříve uzavřen kovanou mříží, byl v roce 2002 nahrazen zasklením a kaple byla upravena pro celodenní zpovědní službu.

### Věž

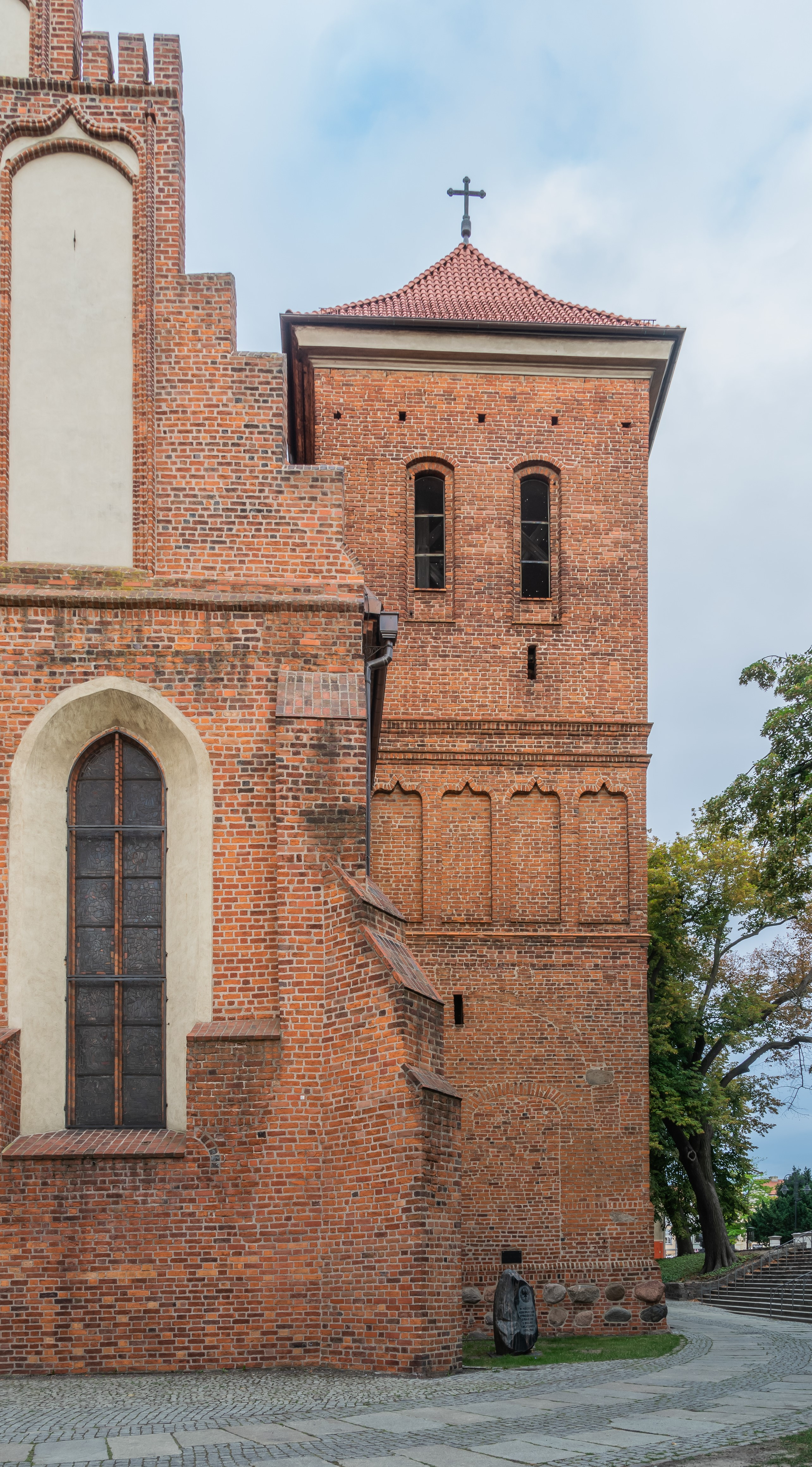
Věž zvonice

Pásové vlysy rozdělují věž na tři podlaží. Dvě nižší jsou původní a jsou zakončena řadou slepých oken s lomenými oblouky. Nejvyšší patro bylo přistavěno při opravě kostela v roce 1650. Dá se předpokládat, že věž byla dříve ukončena dřevěnou konstrukcí. V kruchtě pod věží je lomený gotický portál ze 2. poloviny 15. století. Na vnější jižní stěně, těsně nad zemí, jsou zazděny tak zvané „Chlebové kameny“. Podle přesvědčení tehdejších stavitelů měly ve farnosti zajišťovat každodenní chléb pro věřící.

### Zvony
První informace o farních zvonech pocházejí z poloviny 17. století. Byly umístěny ve zvonici postavené na počátku 16. století. Další zvon byl umístěn na hřebeni střechy, v malé věžičce, kryté měděným plechem, jejímž donátorem, v roce 1660, byl starosta města Wojciech Łochowski.
Ze zápisů kontrolních inspekcí, pořízených v 18. století, byla zjištěna existence čtyř zvonů:
- „Martin“ - o hmotnosti 475 kg, byl odlit v roce 1652 ve zvonařské dílně Augustyna Koesche v Toruni. Je na něm modlitba ke svatému Martinu, spolu s datem 1652;
- „Marie“ - o hmotnosti asi 300 kg, byl odlit v roce 1651 v Gdaňsku Gerardem Bennigkem;
- „Mikuláš“ - o hmotnosti asi 400 kg, měl průměr 1,19 m, pocházel z toruňské zvonařské dílny Mikołaje Petersilge, pocházel z roku 1758 a byl přetaven v roce 1864 (se zachováním původních nápisů);
- „Svatý Duch“ - o hmotnosti 190 kg, vznikl v roce 1642 v toruňském dílně Augustyna Koesche. V roce 1865 byl přetaven, ale původní nápisy byly zachovány.

V roce 1801 vizitace zaznamenala šest zvonů. K předchozím čtyřem přibyly dva menší: u sakristie a ve střešní věžičce. Následně, v roce 1838, bylo zaznamenáno pět zvonů, zavěšených na kostelní zvonici. Posledním z nich byl 550 kg vážící zvon „Josef“, odlitý v roce 1720 v toruňské dílně Hinricha Wredna a byl ve vlastnictví farnosti až do roku 1904. Na sobě měl v pravidelných odstupech reliéfy s vyobrazením Panny Marie, svatého Josefa a Ježíše Krista. Do střešní věžičky pak bylo umístěno pět zvonů, z nichž některé mohly pocházet z bydhošťských klášterních a špitálních kostelů, zrušených pruskými úřady. Hlavní zvon byl z roku 1702, odlitý v gdaňské zvonařské dílně Absalom Wittwerk. Měl průměr 36 cm a nápis „Bohu jen ke slávě“. Další pocházely z let 1668 a 1559.
V letech 1864–1865 roztavil zvonař z Chelmna Frederick Schultz několik starých zvonů a odlil tři nové:
- „Mikoláš“ - hmotnost 1325 kg;
- „Marie“ - hmotnost 350 kg;
- „Svatý Duch“ - hmotnost 190 kg.

Koncem 19. století bylo na zvonici farního kostela instalováno pět zvonů:
- „Mikuláš“ z nich byl největší a odlitý v roce 1864;
- „Josef“ z roku 1720;
- „Martin“ z roku 1652;
- „Marie“ z roku 1865;
- „Svatý Duch" z roku 1865.

Nakonec, po roce 1904, jako výsledek práce zadané farářem Ryszardem Markwartem, měla farnost pouze čtyři velké zvony, z nichž tři největší byly vyrobeny za posledních 50 let:
- Největší se jmenoval „Mikuláš“ a byl odlit v roce 1864.
- Dva menší byly „Martin“ a „Marie“, oba z roku 1904.
- Nejmenší byl „Svatý Duch“, který byl odlit v roce 1865.

Zvony byly na konci První světové války zabaveny a zničeny pruskými úřady pro válečné účely.
Po skončení války a znovunabytí nezávislosti začal se farář Tadeusz Skarbek-Malczewski snažit o získání nových zvonů. Mezitím byly ve Varšavě, poblíž kostela Panny Marie Loretánské, ve čtvrti Praze, uskladněny zvony vrácené Sovětským Ruskem na základě Rižské smlouvy z kostelů, které byly původně součástí polského státu. V roce 1922 se farář dozvěděl, že do Varšavy byly dodány také tři zvony z města Kamenec Podolský, které se dostalo mimo hranice polského státu. Nakonec byly v listopadu 1923 tyto zvony do Bydhoště přivezeny, z nichž dva tam zůstaly a jeden byl převezen do kostela v Łabiszynie.
V roce 1929 byly ve zvonařské dílně Karola Szwabeho v Białé, odlity čtyři nové zvony:
- „Vojtěch“;
- „Martin“;
- „Mikuláš“;
- „Zvěstování Panny Marie“.

Tyto zvony byly za Druhé světové války zabaveny a roztaveny pro válečné účely Třetí říše, přežily pouze dva zvony pocházející z Kamence Podolského, které dodnes zdobí zvonici katedrály:
1. Zvon z katedrály v Kamenci Podolském má průměr 1 m, vznikl v roce 1641 a váží 1138 kg. Reliéfy na něm informují, že jej financovali Wojciech Wolskilnus a kanovník Stanisław Rilski. Tento zvon byl zvěčněn v románu Henryka Sienkiewicze „Pan Wołodyjowski“ - byl v něm popsán jako zvon bijící na poplach během tureckého obléhání v roce 1672 a také ve scéně přísahy Jerzyho Wołodyjowského a jeho přítele Kettlinga.
2. Zvon z dominikánského kostela v Kamenci Podolském, který byl odlit v roce 1737 (nápis na něm informuje o jeho dominikánské provenienci).

### Socha svatého Jana Nepomuckého

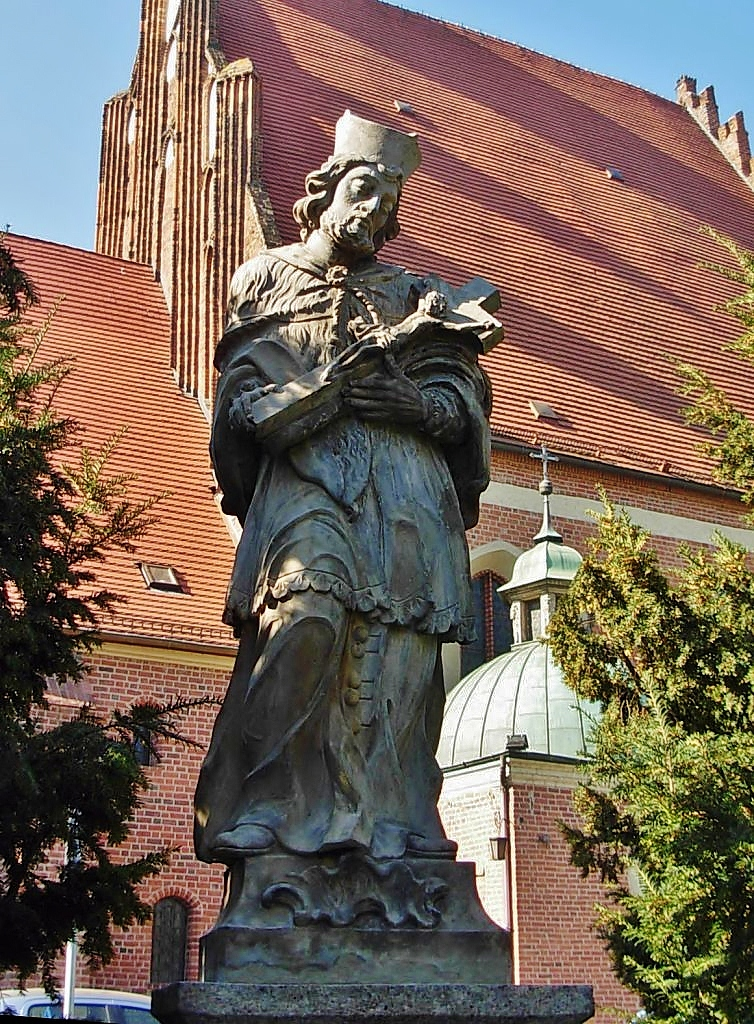
Svatý Jan Nepomucký

Na severní straně katedrály se nachází socha svatého Jana Nepomuckého z let 1729–1745. Je 1,4 m vysoká a stojí na žulovém podstavci o výšce 1,63 m. Autor je neznámý, ale vzhledem k provedení sochy, se předpokládá, že se jednalo o značně schopného sochaře. Původně se socha nacházela při jižní straně kněžiště, na tehdejším hřbitově při kostela. Na nynější místo byla přenesena v 50. letech 20. století. Jde o nejstarší dochovanou figurální plastiku v Bydhošti, stojící v exteriéru a rovněž nejstarší sochu svatého Jana Nepomuckého, stojícího v exteriéru na severu Polska.

## Interiér

### Výzdoba a vybavení
V období před rokem 1772 (začátek Dělení Polska) byl Interiér kostela okázalý. Důležitým prvkem interiéru kostela byly oltáře. Podlaha v kněžišti byla od počátku kamenná, v lodích zděná. V letech 1712–1745 bylo kněžiště a loď obloženo mramorovými deskami. Pod podlahou kněžiště bylo šest klenutých pohřebních krypt. Dvě krypty byly vybudovány také ve východní části severní boční lodi, u oltářů Panny Marie a svatého Vavřince, další čtyři ležely v úrovni základů každé kaple. V letech 1712–1745 byly původně bílé stěny sakristie, kněžiště, lodí a omítky mezilodních pilířů částečně pokryty figurální polychromií. Specifickým prvkem nástěnné výzdoby byly také náhrobní epitafy. Většina oltářů a movitého zařízení, z období před Dělením Polska, byla zničena během napoleonských válek.
Při vizitaci v kostelech bydhošťského děkanství, provedené v roce 1745, bylo vybavení bydhošťského farního kostela liturgickým vybavením čtyřikrát větší než v sousední farnosti ve Fordonu a pětkrát větší než ve farnosti v Solci Kujawském.
Vybavení kostela se v průběhu let rozrůstalo a měnilo. Chórové lavice v kněžišti a kazatelnu na severovýchodním mezilodním pilíři nechal zhotovit v roce 1526 bydhošťský starosta Stanisław Kościelecki. Tyto pozdně gotické lavice se skládaly ze tří sad sedadel. V roce 1763 jsou zmíněny následné, které se zachovaly do současnosti, nyní jsou umístěny u západní zdi chrámu.
Nejméně od 17. století stály v lodích lavice pro věřící (v roce 1763 jich bylo 25), většinou byly pokryty různými malbami. Počet zpovědnic se pohyboval od tří v 17. století do dvou v 18. století. Pod klenbou, v symbolickém středu kostela, na rozhraní kněžiště a lodi, byl trám s postavou ukřižovaného Krista.
Pozdně renesanční mosaznou křtitelnici, s vyrytými vyobrazeními svatého Vojtěcha, svatého Mikuláše a Křtu Ježíše v řece Jordán, financoval v roce 1611 starosta a kronikář Bydhoště Wojciech Łochowski.
Nyní má kostel zčásti původní vybavení, které se zachovalo navzdory ničení a drancování kostela, zčásti z již neexistujících bydhošťských kostelů (zejména karmelitánského a bernardýnského), které byly zrušeny pruskými úřady.

### Původní oltáře
Hlavní ozdobou kostela byl hlavní (velký) oltář, který byl v přímé péči každého faráře. Tento oltář existoval od počátku chrámu, tedy od 14. století. Vedlejší oltáře se nacházely v kněžišti, v lodích a ve 4 kaplích, které byly přistavěny v průběhu 15.–17. století ke kněžišti a bočním lodím. Tyto oltáře sloužily k pobožnostem soukromým, cechovním a bratrstvům. Měly své kaplany (altaristy), rekrutující se zpravidla z okruhu farních vikářů. Počet oltářů kolísal, od tří v 15. století, po patnáct v polovině 18. století (v roce 1597 jich bylo 11, v roce 1636 se počet zvýšil na 13 a v roce 1700 byl počet oltářů opět 11). Spolu s kaplemi se dochovaly až do počátku 19. století, kdy byly zlikvidovány.
Z původních oltářů se do současnosti zachovaly 4 oltáře:
- svaté Panny Marie;
- svaté Barbory;
- svatého Fabiána;
- svatého Šebestiána[1].

### Současné oltáře
V současnosti má interiér chrámu barokní vybavení ze 17. století. Chrám zdobí sedm barokních oltářů se zajímavými antependiemi, starými obrazy a sochami. Nejcennější z nich je gotický obraz Panny Marie s růží (1467). K dalším cennostem patří renesanční krucifix (1525) v kapli Svatého Kříže, obrazy svatého Antonína (2. polovina 16. století, florentská škola), svaté Barbory (2. polovina 17. století), svatého Josefa s dospívajícím Kristem (kolem roku 1690), Panny Marie Škapulířové (1700) a svatého Rocha (1841).
| Název                                                       | Umístění                         | Popis | Foto |
| Nejsvětější Panny Marie, svatého Martina a svatého Mikuláše | Kněžiště (hlavní oltář)          | Polychromovaný, barokní hlavní oltář (kolem 1666, renovován v letech 1922–1926). Uprostřed retáblu, ve zlatém rámu, se nachází goticko-renesanční obraz z konce 15. století Panny Marie s Ježíškem, držící v ruce růži (Madona s růží), u jejich nohou klečící postava donátora. Nad obrazem dva andělé s kalichem a hostií. V horní části oltáře, v kulatém rámu, barokní obraz Nanebevzetí Panny Marie s dvojicí klečících donátorů s neznámými erby (poč. 18. století), po stranách dva andělé. Na samém vrcholu holubice symbolizující Ducha svatého. Po stranách retáblu stojí sochy patronů kostela, svatého Martina a svatého Mikuláše. |      |
| Panny Marie Škapulířové                                     | V závěru severní lodě.           | Barokní oltář ze 2. pol. 17. století, po stranách retáblu plastiky dvou jeptišek, nad nimi dva andělé s kartušemi a na kladí busta Boha Otce. Ve středním poli obraz Matky Boží s dítětem, ve stříbrných šatech, známý jako Karmelitánská Matka Boží (kolem roku 1700), pocházející z bývalého karmelitánského kostela. V horním patře je obraz Malá svatá rodina - Útěk do Egypta (17.–18. století), po stranách postavy dvou světic. |      |
| Svatého Josefa                                              | V závěru jižní lodě.             | Polychromovaný oltář z karmelitánského kostela s barokními obrazy ve středním poli: svatý Josef s dospívajícím Kristem (2. pol. 17. století) a Svatá rodina (původně v bývalé kapli svaté Anny - počátek 17. století). Po stranách retáblu jsou postavy svatého Ondřeje a svatého Petra (2. pol. 17. století). V horní části oltáře je obraz Zvěstování, po stranách sochy dvou mnichů a nad nimi postava anděla. |      |
| Svaté Barbory                                               | V severní lodi, u severní stěny. | Pozdně barokní oltář (1. polovina 18. století) s obrazem svaté Barbory uprostřed (2. pol. 17. století, původ italský nebo vlámský); nahoře obraz svatého Vavřince (18. století); po stranách retáblu sochy dvou dvou jeptišek, nad nimi dva andělé |      |
| Svatého Antonína Paduánského                                | V jižní lodi.                    | Oltář pochází z bývalého kostela bydhošťských bernardýnů (počátek 18. století). Barokní obraz svatého Antonína s dítětem je namalován na plechu (2. pol. 16. století, florentská škola) a ozdoben stříbrným šatem (1. pol. 18. století). V horním patře je obraz Oplakávání (počátek 19. století) se svatostánkem s relikviemi (pol. 17. století). V roce 2014 byl oltář renovován, v důsledku čehož byla obnovena jeho původní barevnost (původně dominovala tmavě oranžová a zelená, oltář byl ve své historii čtyřikrát přemalován). |      |
| Svatého Rocha                                               | V jižní lodi.                    | Oltář (1696) pochází z bývalého kostela bernardýnů v Bydhošti, donátory byli Stanisław a Helena Konarští. Na obraze je svatý Roch (1841) ve stříbrných šatech, vedle něj anděl držící šátek s nápisem: eris in peste patronus (budeš strážcem při moru). V horním patře barokní obraz Umučení svatého Kryšpína a Kryspiniana (1690). Při konzervačních pracích, v letech 2016-2017, bylo zjištěno, že se zachovaly původní detaily oltáře ze 17. století, zakryté dřevořezbami z poloviny 19. století. |      |
| Svatého Kříže                                               | V kapli Svatého Kříže.           | Polychromovaný barokní oltář (pol. 17. století, přeměněný v 19. století a kolem r. 1920). Ve středním poli renesanční krucifix (1525) na novém pozadí, po stranách svatý Řehoř a svatá Veronika. V nástavbě oltáře je reliéf Vzkříšení. Mensa je sarkofágového tvaru s reliéfní akantovou stuhou (kolem 1730) a s tabernáklem. V podzemí jsou hrobky bydhošťských starostů: Łochowského a Orłowity. |      |

### Některé prvky vybavení kostela
| Předmět                                   | Umístění                                      | Popis | Foto |
| Socha svatého Jana Apoštola a Evangelisty | V závěru jižní lodě, u oltáře svatého Josefa. | Jednalo se o prvek oltářní výzdoby z již neexistující kaple svatého Jana. Po zbourání kaple, ve 20. letech 19. století, stála socha v okenním výklenku jezuitského kostela. V roce 1927 byla přemístěna do Městského (Okresního) muzea, po roce 2000 byla renovována a vrácena zpět do katedrály. |      |
| Kazatelna                                 | Na mezilodním píliři.                         | Rokoková kazatelna (18. století) z karmelitánského kostela. Na obraze je malba znázorňující mučednickou smrt blahoslaveného karmelitána Stanisława Bydhošti v roce 1420. |      |
| Karmelitské stally                        | Při bočních stěnách kněžiště.                 | Provedeny v rokokovém stylu, polychromované dřevo. Pocházejí z kostela karmelitánů a byly zhotoveny ve 2. polovině 18. století. V jejich horní části jsou obrazy svatých a blahoslavených karmelitánů. V letech 2017–2018 prošly rekonstrukcí, zaměřenou na obnovu jejich původní barvy (bílá), zachování nejstarších maleb a odstranění následných přemaleb. |      |
| Stally                                    | Při západní stěně.                            | Dřevěné, vyřezávané, v rokokovém stylu. Zmíněny v zápisu vizitace v roce 1763. Vždy byly umístěny u západní zdi chrámu. |      |
| Zpovědnice                                | U bočních stěn a v kapli Svatého Kříže.       | U jižní stěny chrámu stojí dvě barokní zpovědnice (1. poł. 18. století), a u stěny severní jsou tři další, také z 18. století. |      |
| Kované mříže                              | Pod chórem.                                   | Pod chórem jsou tři bohatě zdobené železné kované mříže (16.–17. století) a na dveřích vedoucích na hudební kůr novodobá kovaná mříž. Dříve vchod do kaple Svatého Kříže byl uzavřen zdobenou kovanou barokní mříži (1. polovina 17. století) z kostela klarisek. Do tohoto chrámu byla mříž vrácena v 50. letech 20. století. |      |
| Vitráže                                   | V kněžišti a na západní stěně.                | Pět vitráží navrhl a vyrobil umělecký malíř Henryk Nostitz-Jackowski z Poznaně (1923–1924). Po poškozeních během Druhé světové války dokončil a konzervoval jeho žák, umělecký malíř a vitrážista, Edward Kwiatkowski z Toruně (1949–1954). Dvě vitráže v kněžišti byly vyrobeny technikou používanou u gotických vitráží ve 13. století v kostele Saint-Chapelle v Paříži, které patří k nejkrásnějším na světě. Symbolizují tajemství posvátného růžence, proložené invokací z Loretánské litanie. Každá z vitráží se skládá z 36 polí barevného skla (nejvíce červené, žluté, zelené a modré), o rozměrech: 70×80 cm, uchycených v olověných páscích, pájených cínem. |      |
| Polychromie                               | Na stěnách, klenbách a pilířích.              | Modernistickou polychromii celého interiéru chrámu zhotovil v letech 1922–1925 Henryk Jackowski z Poznaně podle návrhu Stefana Cybichowského. Po roce 2000 byla restaurována a zakonzervována. Konce pilířů v hlavní lodi zdobí malby emblémů: orel s korunou, pomořanský gryf a erb Bydhoště. |      |
| Křtitelnice                               | U stěny mezi kněžištěm a hlavní lodí.         | Pozdně renesanční, mosazná, zlacená, s rytými vyobrazeními světců: Vojtěcha a Mikuláše a Křtu v Jordánu. Donátorem byl, v roce 1611, starosta Bydhoště Wojciech Łochowski. Je na něm jeho symbol a monogram. |      |
| Zastavení Křížové cesty                   | Na stěnách a pilířích mezi loděmi.            | Jednotlivá zastavení Křížové cesty vytvořil v roce 1910 bydhošťský umělecký řezbář pocházející z Francie, František Black. |      |
| Jubilejní dveře                           | Ve vchodu na věžní kruchtu.                   | Byly financovány u příležitosti trojitého jubilea: 2000 let křesťanství, 1000 let metropole Hnězdno a 500 let farního kostela v Bydhošti. Bronzové dveře vyrobil bydhošťský sochař Michał Kubiak a vysvětil je 20. dubna 2003 arcibiskup z Hnězdna Henryk Muszyński. Výjevy vyjádřené na jejich obou stranách zobrazují směřování všeobecné a diecézní církve. |      |

Navíc soupis movitých památek, pocházejících z období před Dělením Polska, obsahuje:
- přes tucet liturgických předmětů a rouch z 16. a 18. století: monstrance, ciborium, kalich, dvě pateny, dvě kadidelnice, nádobu na kadidlo, čtyři svícny a čtyři ornáty;
- pět náhrobků (16.–17. století);
- jeden epitaf (17. století);
- kamennou kropenku z kruchty (15. století).

## Varhany

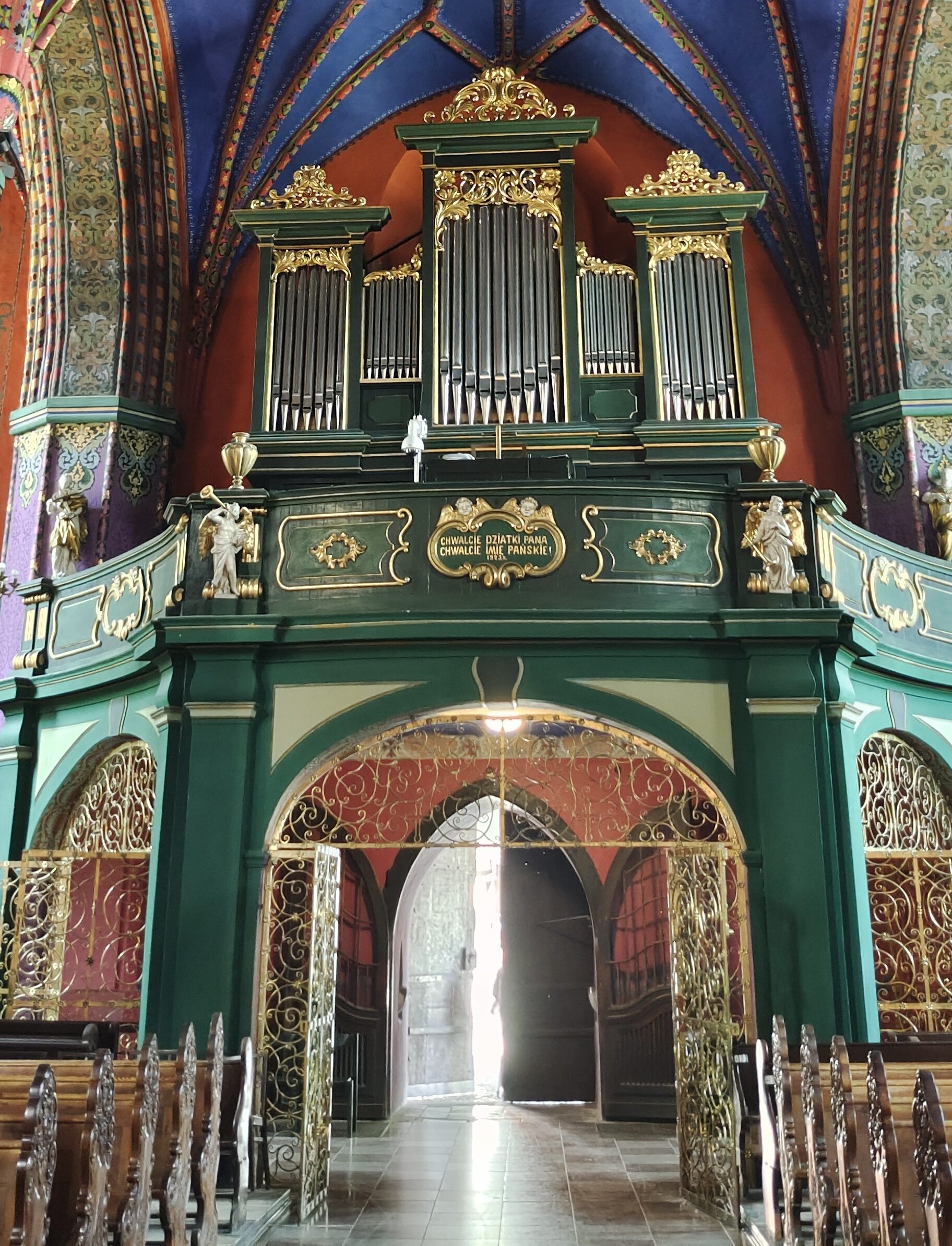
Varhany

Jak dokládá zápis z vizitace provedené v roce 1586, již od 16. století byly bohoslužby doprovázeny hudbou varhan. Původní varhany sloužily až do roku 1763, kdy byly na náklady města postaveny varhany nové, s pedály, dvěma klávesnicemi a pěti měchy, na které se hrálo až do 19. století.
Nynější varhany byly zhotoveny firmou Paula Voelknera kolem roku 1907. Nástroj s pneumatickou trakcí má 28 rejstříků, 2 manuály a pedál. Není ale zcela jisté, zda se nacházely v katedrále od svého vzniku. Lech Łbik v Průvodci po Bydhošti uvádí, že farní varhany byly přemístěny z bývalého jezuitského kostela, zbořeného v roce 1940. Pravděpodobně byly během 2. světové války přestavěny firmou Josepha Goebela z Gdaňsku. Varhany byly důkladně renovovány v roce 1965, v 80. letech 20. století a v roce 2018.

## Kult ikonických obrazů, votivní dary

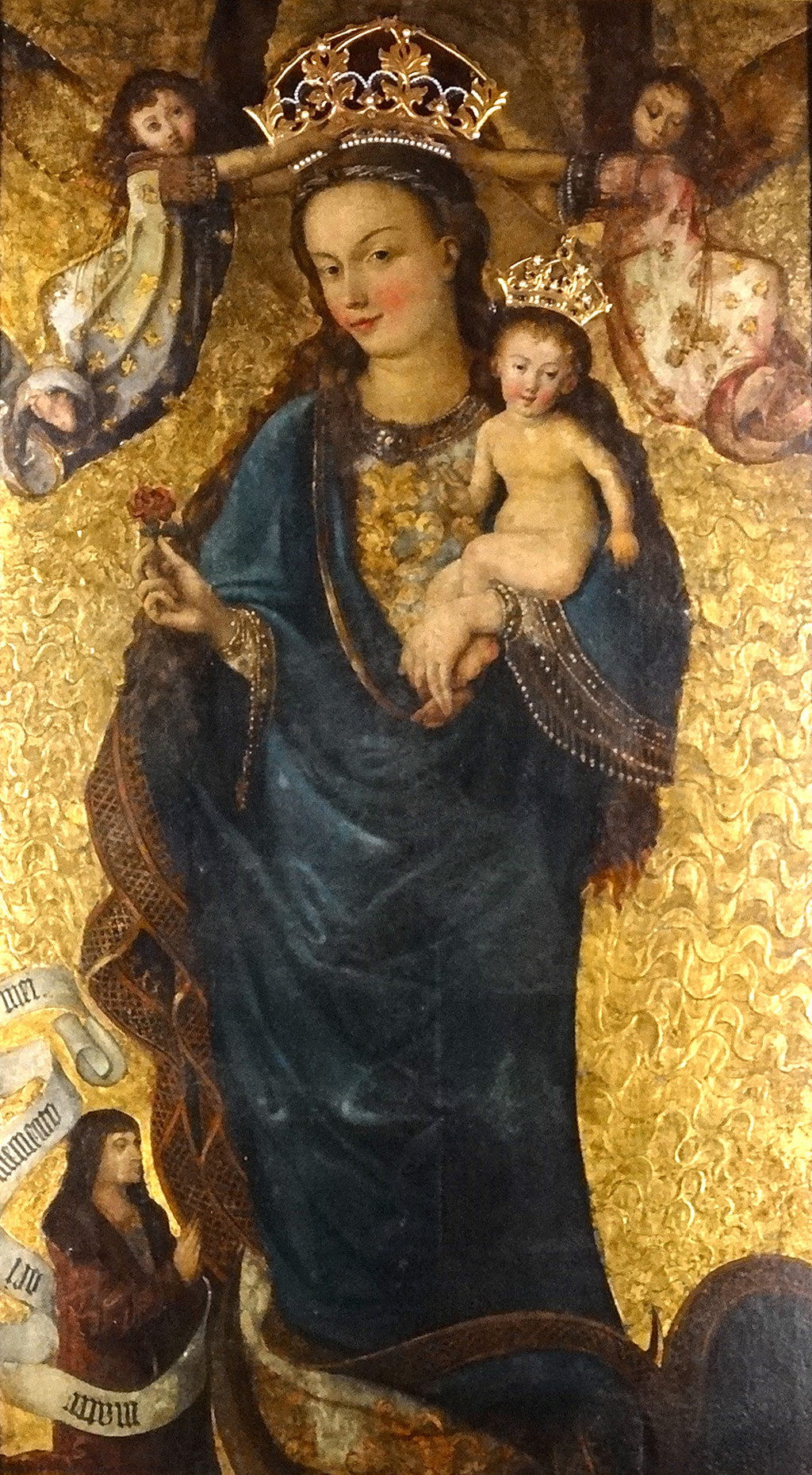
Obraz Panny Marie s růží (hlavní oltář)

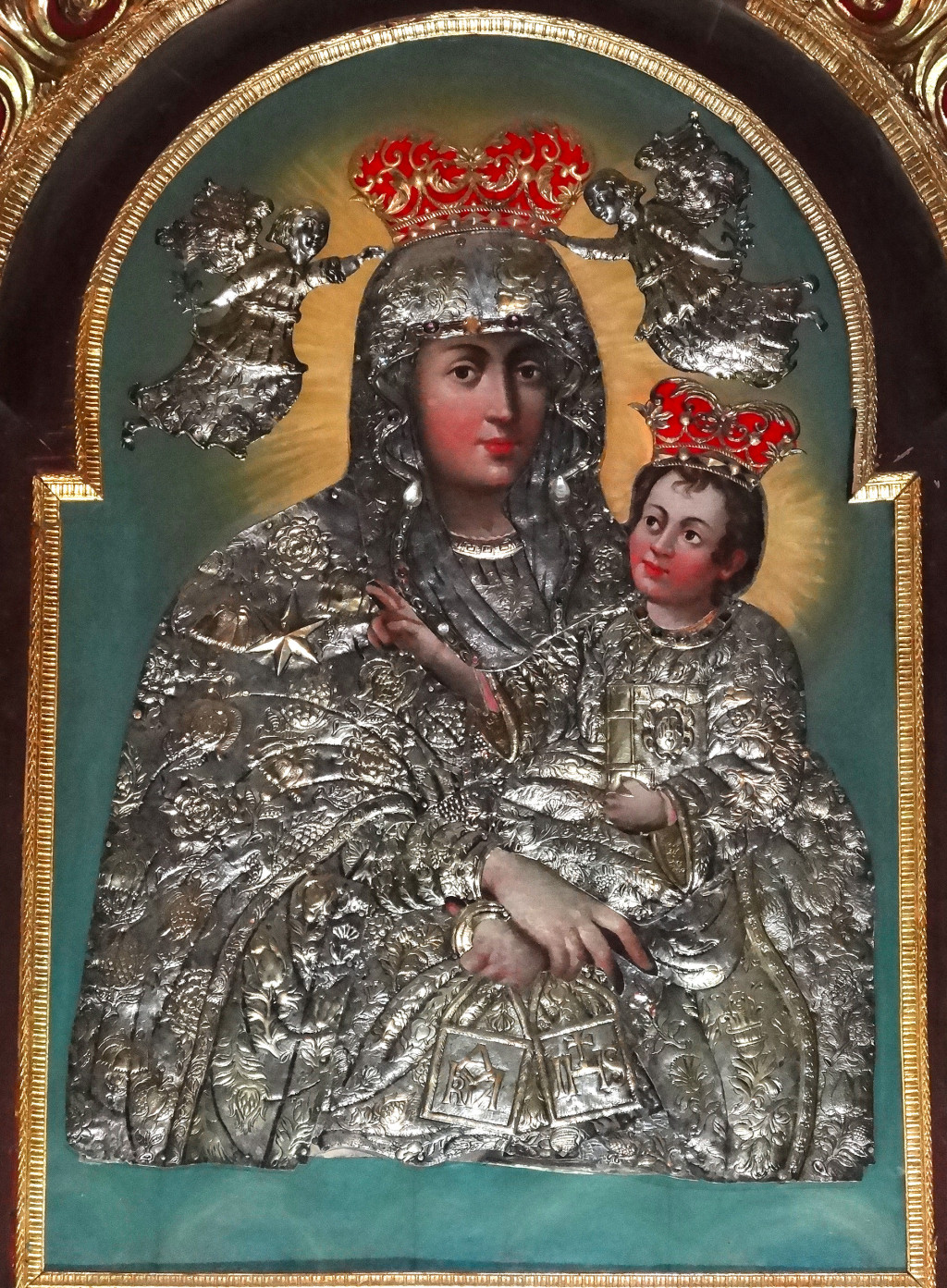
Obraz Panny Marie Škapulířové

Od počátku 18. století se před nejvýznamnější oltáře, zejména hlavní v kněžišti (obraz Nejsvětější Trojice) a Panny Marie v severní boční lodi, zavěšovaly mosazné koruny, upevněné na řetězech. Na oltáři Panny Marie se nacházel gotický obraz Panny Marie s růží, zmiňovaný v letech 1699–1745 jako zázračný a milostivý, díky čemuž kostel sloužil od poloviny 17. století jako místní mariánská svatyně. Uctívané obrazy byly zdobeny stříbrnými šaty, korunkami, hvězdami a atributy.
Další uctívané obrazy byly se nacházely na bočních oltářích:
- Kristus Bolestný;
- Panna Marie Neposkvrněného početí;
- Svatý Roch;
- Svatá Barbora;
- Svatá Anna Samotřetí.

Kultovní prestiž obrazů dokumentovaly i kovové votivní dary ze stříbra, které se k nim zavěšovaly s prosbou o konkrétní přízeň nebo jako poděkování za již splněné prosby. Počet kovových votivních plaket se měnil; v roce 1712 bylo evidováno 56 předmětů o celkové hmotnosti téměř 4 kg, v roce 1745 - 17 kg a v roce 1763 - 43 kg. Většina votivních darů se soustředila na obraz Panny Marie s růží. V různých obdobích darovala i městská rada Bydhoště dva okázalé votivní dary (každý o hmotnosti přibližně 0,9 kg), s prosbou o prosperitu města. Jeden z nich, financovaný před rokem 1745, obsahoval spolu s erbem Bydhoště i rytý obraz Panny Marie.
Gotický obraz Madony s růží byl po úpravách v letech 1819–1829 přesunut ze severní lodě do kněžiště a povýšen do postavení hlavního oltáře. Již v 17. století obklopovala tento obraz aura zázračné dobrotivosti, jak zmiňují farní vizitátoři. V letech 1699–1712 byl obraz spojen s papežským odpustkem za osvobození duší v očistci, obnovovaným každých deset let ordináři pod pravomocí Svatého stolce. Bylo na něm zavěšeno mnoho votivních darů jako vděčnost za přízeň, které se dárcům dostalo. Kult zázračného obrazu zeslábl během nadvlády Pruska, která trvala až do roku 1920. Znovu se zrodil po znovunabytí nezávislosti, utužil a rozvinul se po Druhé světové válce. V roce 1922 farář Tadeusz Skarbek-Malczewski nechal odkrýt původní gotický obraz, který se nacházel pod kovovým oděvem a olejotisky. Obraz byl restaurován dvakrát (Jan Rutkowski, 1922–1923; Leonard Torwirt, 1950) a byl dvakrát korunován papežskými korunami. První korunovaci, samotné Madony, provedl 29. května 1966 polský primas kardinál Stefan Wyszyński, který ji tehdy nazval Matkou Krásné lásky. Ceremoniálu se zúčastnil tehdejší krakovský arcibiskup kardinál Karol Wojtyła. Ten se 7. června 1999, 33 let po této ceremonii, vrátil do Bydhoště jako papež Jan Pavel II. Během mše na bydhošťském letišti ozdobil obraz dvěma novými korunami, tentokrát na hlavách Matky i Syna.
Druhým mariánským obrazem je obraz Panny Marie Škapulířové, vzniklý kolem roku 1700. Tento obraz byl v karmelitánském kostele v Bydhošti a po jeho zboření v roce 1822 byl s celým oltářem přenesen do farního kostela. Obraz byl poprvé korunován před rokem 1772 a v roce 2001 jej znovu korunoval arcibiskup z Hnězdna Henryk Muszyński. Zejména v 17.–19. století byl obraz uctíván značně početným členstvem Bratrstva svatého Škapulíře v Bydhošti.

## Relikvie
V období před rokem 1772 zvyšovaly kultovní atraktivitu chrámu relikvie, vystavené veřejnosti. Byly uloženy v šesti stříbrných, zlacených křížích a pacifikálech, osázených drahými kameny. Sbírka relikvií z 18. století zahrnovala ostatky devíti světců. Celá tato sbírka vzácných relikviářů a relikvií podlehla zkáze v 19. století.
V současnosti pokladnici farních relikvií tvoří sedmnáct kostí Jedenácti tisíc panen, družek svaté Voršily, které byly získány z bernardýnského kostela. Relikvie jsou ve svatostánku při oltáři svatého Antonína Paduánského.

## Náhrobky a pamětní desky
Na kruchtě kostela a uvnitř chrámu je několik pamětních desek a náhrobků, částečně z doby před Dělením Polska. Také mimo kostel jsou na zdech umístěny pamětní desky a při kostele je umístěno několik pamětních kamenů.
| Místo                                                  | Datum vzniku | Na počest | Fotografie |
| Na západní stěně severní boční lodi.                   | 1580         | Kamenný epitaf městského radního Stanisława Grzymały. |            |
| Na jižní stěně boční lodi, vedle oltáře svatého Rocha. | 1630         | Barokní epitaf z černého mramoru v kartuši bydhošťského starosty Marcina Orłowity (1560–1630), zakladatele již neexistující kaple sv. Anna. |            |
| Na jižní stěně presbytáře.                             | 17. století  | Barokní náhrobek s erbem starosty Bydhoště Wojciecha Łochowského (zemř. 1651), autora bydhošťské kroniky. |            |
| Na západní stěně, nad stally.                          | 17. století  | Náhrobek rodiny Łochowských. |            |
| V závěru jižní boční lodi.                             | 1833         | Klasicistní náhrobek Mikuláše Czapského (generála polské armády, 1753–1833), z černého mramoru, s erbem Leliwa a medailonem s portrétem zesnulého, obklopeným štukovým vavřínovým věncem.                                                                 |            |
| Na vnější, jižní stěně presbytáře.                     | 1948         | Pamětní deska na počest duchovních, zavražděných během německé okupace - faráře Josefa Schulze a vikářů: Jana Jakubowského, Stanislava Kopce a Antonína Świadka.                                                                                          |            |
| Na kruchtě.                                            | 1949         | Pamětní deska na památku 47 zavražděných bydhošťských obchodníků (původně umístěna na bývalém Kupeckém domě). |            |
| Na vnější zdi katedrály.                               | 1962         | Desky připomínající neexistující renesanční kaple zbořené v letech 1815–1830: svaté Anny z roku 1555 (donátorem Orlowitové), svatého Štěpána z roku 1605 (donátorem Štefan Bogurský) a svatého Jana Evangelisty z roku 1612 (donátorem Rychlovští).       |            |
| Na kruchtě.                                            |              | Pamětní deska faráře Tadeusze Skarbek-Malczewského a umělců, kteří renovovali chrám v letech 1922–1926. |            |
| Na kruchtě.                                            | 1978         | Pamětní deska na památku velkopolských povstalců z roku 1919 a vstupu polských jednotek do Bydhoště 20. ledna 1920. |            |
| Na kruchtě.                                            | 1979         | Pamětní deska na památku starosty Bydhoště Leona Barciszewského a jeho syna Janusze, zavražděných Němci 11. listopadu 1939. |            |
| Na jižní stěně, vedle oltáře svatého Antonína.         | 1992         | Mosazný epitaf od uměleckého sochaře Aleksandra Dętkoše z Bydhoště, věnovaný památce Primasa tisíciletí kardinála Stefana Wyszyńského (1901–1981) a pomocných biskupů arcidiecéze Hnězdno: Lucjana Bernackého (1902–1975) a Jana Michalského (1914–1989). |            |
| Na stěně jižní lodi.                                   | 1997         | Mosazná deska na památku kněze Františka Hanelta, s jeho portrétem v medailonu, faráře farnosti (1946–1971). |            |
| U vnější jižní zdi katedrály.                          | 2000         | Pamětní kámen připomínající 1000 let hnězdenské metropole. |            |
| U vnější jižní zdi katedrály.                          | 2002         | Pamětní kámen připomínající bydhošťské právníky - oběti Druhé světové války. |            |
| Na kruchtě.                                            | 2002         | Pamětní deska vojákům 16. pluku Ułanów Wielkopolski divizního generála Gustawa Orlicz-Dreszera, kteří zemřeli v letech 1939–1945. |            |
| Na kruchtě.                                            | 2002         | Pamětní deska na památku umučených v pracovních táborech a gulazích na Sibiři, financovaná Spolkem Sibiřanů. |            |
| V závěru jižní boční lodi.                             | 2002         | Pamětní deska připomínající apoštolskou návštěvu Jana Pavla II. v Bydhošti, dne 7. června 1999. |            |
| Na kruchtě.                                            | 2003         | Pamětní deska u příležitosti posvěcení Jubilejních dveří, zhotovených u příležitosti 500. výročí farního kostela a 1000. výročí hnězdenské arcidiecéze.                                                                                                   |            |

Mezi pozoruhodnosti patří polská orlice, vytvarovaná na plechovém žlabovém kotlíku, kterou zde v roce 1919 umístil pokrývačský mistr Ludvík Sosnowski. Shodou okolností přežila jak poslední rok pruské nadvlády, tak i hitlerovskou okupaci za Druhé světové války.

## Patroni kostela
Prvním patronem byl svatý Mikuláš. Při svěcení v roce 1466 byli patrony jmenováni čtyři svatí biskupové: Mikuláš, Martin, Vojtěch a Stanislav. Tímto kompletním výčtem patronů ale většinou chrám nebyl titulován. V závislosti na měnících se kultovních zvyklostech byl chrám nejčastěji spojován se svatým Mikulášem nebo svatým Martinem. Při dalším vysvěcení kostela, provedeném v roce 1831, byl název zúžen na dva svaté biskupy: svatého Martina a svatého Mikuláše.

## Církevní bratrstva
S bydhošťským farním kostelem byl spjat společenský a náboženský život církevních bratrstev a příbuzných společenství. Zabývali se náboženskými, společenskými, svépomocnými a charitativními činnostmi. Jejich členy byli věřící obojího pohlaví, někdy i kněží, měli volební komisi, duchovní promotory, vlastní stanovy, fondy a samostatné oltáře ke slavení mší, bohoslužeb a pohřbů členů bratrstva. Snahou každého bratrstva byla výrazná snaha poskytnout svým členům důstojný pohřeb a duchovní podporu nezbytnou k dosažení spásy. Tento druh podpory byl poskytován modlitbami, almužnami pro potřebné a zajištěním mší v kostele za duše zemřelých.
Kromě bratrstev působících při farním kostele existovala v Bydhošti četná církevní bratrstva při špitálních a klášterních kostelech.
Nejdůležitější z nich byla:
- Bratrstvo svatého Valentýna při špitálním kostele Svatého Kříže - na předměstí Poznaňském.
- Bratrstva Panny Marie Škapulířové, Svatého Josefa, Svatého růžence a Ochrany Panny Marie - při karmelitánském kostele, na předměstí Gdaňském.
- Bratrstva Svaté Anny a Svatého Antonína při kostele Bernardýnů - na předměstí Kujavském.
- Bratrstvo Svaté Voršily a Bratrstvo Andělů strážných - při kostele klarisek, na předměstí Gdaňském.

Od konce 16. století, řemeslnické cechy existující ve městě, rozšiřovaly svou činnost i do duchovní sféry, využívajíce k tomu služeb farního duchovenstva. Před rokem 1596 se každého čtvrt roku konaly mše za zemřelé spolubratry, které objednávalo 11 cechovních společenství, které vytvořili kloboučníci, řezníci, obuvníci, tovaryši, kožešníci, krejčí, tesaři, zámečníci, kováři, stánkaři a obchodníci s obilím. V 17. století se k nim připojilo bratrstvo pekařů. Od roku 1597 se o jednotlivé oltáře v kostele staraly cechy. V záznamech z roku 1745 se uvádí 5 takových oltářů, starých i nově zřízených, které patřily krejčím, ševcům (oltář svatého Rocha), pekařům, řezníkům a obchodníkům s obilím (oltář svaté Barbory), o čemž svědčí na nich zavěšené cechovní korouhve.

## Bývalé objekty související s kostelem
Až do 18. století stálo kolem chrámu mnoho nemovitostí. Na hřbitově byl dům sakristiána, na zděném soklu stála socha svatého Jana Nepomuckého (z let 1729–1745). U severní boční stěny kostela byly dvě budovy přistavěné ke stěně sakristie. V jedné byla škola, druhá zděná stavba, ve formě zahloubené krypty, sloužila jako márnice. Na západním okraji hřbitova, v úseku od současného nájemního domu v ulici Przyrzecze 2 k jeskyni Panny Marie Neposkvrněného početí z Lurdů, byla postavena řada budov. V první byla farní škola, další tři byly obytné domy obývané vikáři, pomocnými kněžími (altaristy) a zástupci laického chrámového personálu. Fara se nacházela na protějším, východním okraji městské nekropole, v ulici Tadeusza Malczewskiego.

### Farní škola
Jednou z činností farního kostela bylo provozování farní školy, označovaná někdy jako gymnázium. Škola fungovala pravděpodobně od 2. poloviny 14. století. Na konci 16. století ji navštěvovalo asi 150 chlapců plně vzdělávaných v sedmi svobodných uměních. Mladí studenti se pod dohledem učitele a kantora, který mu asistoval, učili široce chápanému ministrování, zejména liturgickému zpěvu. Od druhé poloviny 16. století zkoumali pravdy víry, na základě tzv. katechismu pro mládež jezuity Petra Canisia. Konec kvality školy začal v 17. století, kdy ji postupně opouštěli synové zámožných měšťanů, zlákáni vyhlídkami na studium na místní jezuitské koleji nebo akademických gymnáziích zavedeného věhlasu (Gdaňsk, Elbląg, Toruň a Chełmno). Výuka probíhala v budově na západní straně kostela a od konce 17. století v místnosti u východní stěny sakristie.

### Farní knihovna
Pro potřebu kněží a zaměstnanců farní školy byly ručně psané a tištěné knihy uchovávány v truhlách a skříních sakristie. Fond farní knihovny v letech 1712 a 1745 tvořilo 144, respektive 104 svazků, v roce 1763 však počet klesl na 97 svazků. V 17. století byl bohatší, ale v roce 1686 odvezl bydhošťský a solecký farář Jakub Ignacy Włodzimierski knihy do Solce Kujawskéhu. V knižním fondu dominovala díla teologická, filozofická, etická, právně-kanonická a pastorační, včetně sbírek kázání, životů svatých, komentářů ke Starému a Novému zákonu, ale i polemických pojednání a apologetických spisů namířených proti luteránům a kalvínům. Menší část běžného knihovního fondu tvořily výtisky Bible a liturgických knih (asi 27 svazků misálů, agend, breviářů, antifonářů, graduálů a žaltářů), které byly používány každodenně.
Farní knihovna byla bohatstvím podřadnější než knižní fondy bydhošťských klášterů, z nichž nejbohatší shromáždili bernardýni (v 18. století kolem 1500 svazků).

### Hřbitov
Současně se zřízením fary a výstavbou kostela, ve 14. století, byl u kostela založen hřbitov. Sloužil do konce 18. století, kdy byl na příkaz pruských úřadů zřízen hřbitov mimo kostel (Starofarny). V roce 1906 farář Ryszard Markwart založil na severním okraji města nový hřbitov (Nowofarny), což bylo nezbytné vzhledem k tomu, že kapacita původního byla vyčerpána.
V pohřebních kryptách nacházejících se pod podlahou presbytáře, lodě a pod kaplemi farního kostela, byli v období do roku 1772 pohřbíváni nejvýznamnější zesnulí z řad duchovenstva, patriciátu a šlechty.

## Nejstarší písemné zprávy o kostele[19]
| Čís. | Datum             | Popis | Zdroj |
| 1.   | 1346              | Zprávy o založení farního kostela při lokaci města dědičnými starosty Bydhoště a jeho výstavbě měšťany. | Wojciech Łochowski. Kronika města Bydgoszcz (17. století). Knihovna Czartoryských v Krakově, inspekce starosty Bydhoště z roku 1661, vizitace místní farnosti z roku 1699.                                                                                           |
| 2.   | 22. července 1402 | První zmínka o bydhošťské faře v souvislosti s osobou tehdejšího rektora bydhošťského farního kostela jménem Krystyn. | Registr dokumentů Diecézního archivu v Plocku |
| 3.   | 1408              | Zmínka o městském kostele svatého Mikuláše, ležícím na jižním břehu Brdy, naproti Mlýnskému ostrovu. | Polský diplomatický kodex, 2. vydání. L. Rzyszczewski, A. Muczkowski. Varšava 1848–1852 |
| 4.   | 1417              | Zmínka o kostele s názvem bydhošťský farní kostel svatého Mikuláše. | P. Szczaniecki. Obřad zasvěcení kostela a jeho význam v náboženské, mravní a kulturní oblasti podle polských pramenů ve 12. století. Lublin 1926 |
| 5.   | 1425              | Fara vyhořela i s městskými písemnostmi v ní uloženými při velkém požáru města, který zavinil měšťan Witakowski. | Wojciech Łochowski. Kronika města Bydhoště (17. století). Knihovna Czartoryských v Krakově |
| 6.   | 13. června 1425   | Informace o shoření kostela, městských dokumentů a všech domů ve městě. | Preambule k obnovenému lokačnímu privilegiu, vydaného králem Vladislavem Jagellem. Marticularum Regni Poloniae Summaria. Varšava 1908-1961 |
| 7.   | 8. listopadu 1424 | Oběžník wloclaweckého biskupa Jana Pella o svolávání synodu diecézních duchovních do Bydhoště, který měl začít 16. ledna 1425. | Doccumenta ecclesias civitatis Bidgostiensis cencernentia, E. Becker. Berlin 1918 |
| 8.   | 9. května 1460    | Dohoda mezi bydhošťským farářem Mikulášem a poznaňským malířem Wawrzyniecem Stulerem o namalování a dodání obrazu na hlavní oltář. | Wojciech Łochowski. Kronika města Bydhoště (17. století). Knihovna Czartoryských v Krakově |
| 9.   | 9. prosince 1466  | Založení oltáře Panny Marie (později Obětování Panny Marie) starostou Bydhoště Janem Kościeleckým s předchozím souhlasem krále Kazimíra IV. | Ecclesiae parochialis Bidgostiensis tituli sanctorum Martini et Nicolai potificis fundationes, inctriptiones, obligations etc. (…) 1649. Knihovna Czartoryských v Krakově                                                                                            |
| 10.  | 1466              | Na žádost věřících, vyjádřenou bydhošťskými radními, wloclawecký biskup Jakub ze Sienny založil Bratrstvo Božího těla při kapli svaté Anny. | Doccumenta ecclesias civitatis Bidgostiensis cencernentia, E. Becker. Berlin 1918 |
| 11.  | 1483              | Starosta Bydhoště Mikuláš Giza se svým synem, knězem Stanislavem, darovali oltář svatého Stanislava Mučedníka | Doccumenta ecclesias civitatis Bidgostiensis cencernentia, naklad. E. Becker. Berlin 1918, Ecclesiae parochialis Bidgostiensis tituli sanctorum Martini et Nicolai potificis fundationes, inctriptiones, obligations etc. (…) 1649. Knihovna Czartoryských v Krakově |
| 12.  | 24. února 1497    | Pod vedením wloclaweckého biskupa Krzesława z Kurozwęki se konala částečná synoda duchovenstva wloclawecké diecéze v Bydhošti. | Statuta Synodalia dioecesis Wladislaviensis et Pomeraniae, Z. Chodyński. Warszawa 1890 |
| 13.  | 14. září 1502     | Král Aleksander Jagella doporučil biskupovi z Włocławku Krzesława z Kurozwęk vikáře bydhošťského farního kostela Lukáše, pro právě uprázdněnou fordonskou faru. | Marticularum Regni Poloniae Summaria. Warszawa 1908–1961 |
| 14.  | říjen 1502        | Privilegium Gabriela, kardinála a papežského legáta, vydané na žádost bydhošťského starosty Andrzeje Kościeleckého. Na základě privilegia mohou bydhošťští faráři pořádat ve farním kostele slavnostní veřejná procesí s Nejsvětější svátostí o těchto svátcích: svatého Ondřeje (30. listopadu), svatého Martina (11. listopadu), svatého Mikuláše (6. prosince), svaté Anny (26. července), Zvěstování Panny Marie (25. března) a na svátek zasvěcení bydhošťského farního chrámu. Podle pozdějších zpráv se výroční památka zasvěcení farního kostela slavila následující neděli po svátku apoštola Bartoloměje (24. srpna). | Spisy katolické farnosti svatého Martina a Mikuláše v Bydhošti |
| 15.  | 1505              | Wincenty Przerębski, biskup z Włocławku, schválil stavbu oltáře Panny Marie, financovanou bydhošťskými měšťany - zlatníkem Šimonem a jeho ženou Annou. | Statuta Synodalia dioecesis Wladislaviensis et Pomeraniae, Z. Chodyński. Warszawa 1890 |
| 16.  | duben 1510        | Synod duchovenstva włocławecké diecéze v Bydhošti. | Statuta Synodalia dioecesis Wladislaviensis et Pomeraniae, Z. Chodyński. Warszawa 1890 |